# 李鍾賛 (1936年生)
李 鍾賛（イ・ジョンチャン、1936年4月29日 - ）は、第五共和国から第六共和国時代の韓国において活動した政治家である。軍人、外交官、情報部勤務を経て政界入りした。
本貫は慶州李氏。興宣大院君は母方の曽祖父（母の外祖父）、アナキズム活動家の李会榮は祖父、国会議員の李鍾杰は従弟。末息子は元国会議員の鄭在文の末娘と結婚した。

## 軍人・情報部勤務時代
1936年4月29日、中国上海生まれ。光復後の1946年5月に朝鮮に一家で帰国後、ソウル市鐘路区に居を構えた。1956年、京畿高校を卒業後、陸軍士官学校に16期生として入学、卒業後の1961年5月に発生した5・16軍事クーデター後に発足した国家再建最高会議の機関要員として勤務した。民政移管後、中央情報部の採用試験を受け、合格、海外関係の任務に従事した。1971年に少佐で予備役編入された後、駐英韓国大使館の参事官として3年間勤務。その後、韓国に帰国し、情報部の総務局長や企画調整室長などの要職を歴任した。

## 政界入り、与党幹部
中央情報部で企画調整室長の任についていた最中の1979年10月26日、朴正煕大統領が暗殺された（10・26事件）。この事件後、新軍部勢力のリーダーであった全斗煥少将が1980年4月、中央情報部部長代理に就任した下で、指針通りに仕事を処理したことで能力を認められ、政界入りのきっかけを作った。そして、同年10月に発足した国家保衛立法会議の委員に任命され、中央情報部の企画調整室長として新軍部勢力の与党となる「民主正義党」（民正党）の創党作業にかかわった。翌1981年3月の11代国会議員選挙でソウル特別市鐘路区・中区選挙区から出馬して初当選し、政界入りした。当選後、国家運営委員長と民正党初代院内総務の職に就いた。
民正党内で穏健派に位置していた李鍾賛は、1985年2月の12代国会議員選挙後、全斗煥政権が制定しようとしていた学園安定法案（学生運動の封じ込めを目的とした法案で日本における大学管理法に相当）に反対の姿勢を示した。同年8月に院内総務の職を退いた後は、党内外における基盤を固めると共に、在野人士や反政府知識人と交流するなど穏健改革派として活躍した。民主化実現後に行われた1988年4月の第13代国会議員選挙に鐘路区選挙区で3選を果たし、選挙後の5月に政務第1長官に、12月に民正党の事務総長に任命された。その後、民正・民主・共和の3党が合同して結成された民主自由党（民自党）に入党し、1992年3月の14代国会議員選挙で当選した。

## 大統領選挙への出馬
国会議員選挙中から「次期大権」（大統領選挙）への挑戦を示していた李鍾賛は、1992年12月の大統領選挙を前にした3月30日、大統領候補者選挙への出馬を表明した。しかし、旧民正党系の有力者である金潤煥が旧民主党系の金泳三支持を表明したことなどで、形勢は金泳三有利に傾き、5月に開かれた党大会における代議員の投票で敗北した。そのため、同年8月に民自党を離党し、11月17日に新韓国党（새한국당） を結成し、党代表と大統領候補に選出された。しかし、選挙戦では2金1鄭（金泳三、金大中、鄭周永）の間で埋没したため、選挙戦途中で鄭周永候補（統一国民党）の支持を表明し、選挙戦から撤退することを余儀なくされた。

## 野党幹部、国家情報院院長
その後、李鍾賛は1995年3月に民主党へ入党後、同年9月に政界復帰を果たした金大中が結成した新党である新政治国民会議（国民会議）の副総裁に任命された。そして翌1996年4月の15代国会議員選挙では国民会議の公薦で鐘路区から出馬したが、後に大統領となる李明博（新韓国党）に敗れ、落選した。しかし、1998年2月に発足した金大中政権では国家安全企画部（安企部）の部長に任命され、翌1999年1月に安企部から改編された国家情報院の初代院長となった（1999年3月まで）。
2000年4月の16代国会議員選挙では、国民会議から改編された新千年民主党（民主党）の公薦を得て再び鐘路区で出馬したが、敗北した。

## 政界引退後
2019年、文在寅大統領を囲む有識者による昼食会に出席。日韓関係の改善を提言した。
2023年5月に光復会会長に選出され、6月22日に第23代光復会会長に就任。